# Перформанс-"утка" художника Sputnik Zemli
```
   Перформанс художника Sputnik zemli под названием "Утка" состоялся 23 мая 2025 года на фестивале 
Systo
. Суть перформанса заключалась в презентации несуществующей художественной работы, для вполне конкретной выставки в галерее  
Борей
. Выставка к которой отсылается перформанс, также называлась "Утка" и была инициирована арт-группой " 
Паразит
".
    Перформанс состоял из двух частей. В первой части анонсировалась презентация не существующей работы, якобы созданной специально и эксклюзивно для выставки "Утка". Во второй части перформанса (спустя 40 минут после первой части), зрителю сообщалось, что никакой работы не существует, а сам анонс являлся т.н. "
уткой
" (непроверенной или преднамеренно ложной информацией).
     В основе художественного приёма перформанса, является некий смысловой парадокс. Автор сознательно отказываясь от формального участия в выставке, но анонсируя своё участие, таким образом создал вымышленное событие, которое можно назвать устойчивым выражением "
утка
". Что в свою очередь является заочной 
арт-интервенцией
 в экспозицию выставки и в некотором смысле,  как раз неформальным участием.
```